# Засоби масової інформації Екваторіальної Гвінеї
Засоби масової інформації в Екваторіальній Гвінеї в основному управляються державою. Радіо і телебачення Асонґа офіційно не керуються державою, а людьми, близькими до адміністрації.

## Друковані видання
Серед них газети, що видаються іспанською:
- «El Tiempo»
- «La Opinión»
- «La Gaceta»
- «El Ebano»
- «La Verdad»
- «La voz del pueblo»

## Радіо
Є три державні радіостанції:
- «Радіо Малабо»
- «Радіо Бата»
- «Вої де Кі Нтем»

Є радіостанція, якою керує син президента:
- «Радіо Асонґа»

## Телебачення
Існують дві державні телевізійні станції: одна в Малабо і одна в Баті.
Крім того, з Малабо мовить «Телебачення Асонґа».
Іспанські телеканали за передплатою (такі як Fox, La 1, MTV, Disney Channel тощо) приймаються населенням через провайдерів кабельного та супутникового телебачення.